# Cyrtandra rhynchotechoides
Cyrtandra rhynchotechoides là một loài thực vật có hoa trong họ Tai voi. Loài này được Hatus. mô tả khoa học đầu tiên năm 1943.